# DJ Laster
Daniel Laster (Pensacola, 16 augustus 1996) is een Amerikaans basketballer.

## Carrière
Laster speelde collegebasketbal voor de Gardner-Webb Runnin' Bulldogs van 2015 tot 2019. Hij tekende daarna bij de Finse eersteklasser Salon Vilpas en eindigde het seizoen bij het Luxemburgse T71 Dudelange. Tijdens het seizoen 2020/21 speelde hij bij de Italiaanse tweedeklasser Stella Azzurra Roma. Het daarop volgende seizoen ging hij spelen voor de Duitse tweedeklasser Eisbären Bremerhaven. Hij tekende in 2022 voor het Mexicaanse Soles de Mexicali.
In januari 2023 tekende hij bij de Belgische eersteklasser Brussels Basketball. Aan het einde van het seizoen trok hij naar de Japanse derdeklasser Toyoda Gosei Scorpions. In de zomer van 2024 speelde hij voor het Dominicaanse Titanes del Distrito. Hij tekende in oktober 2024 bij de Roemeense eersteklasser CSM Ploieşti.